# Тимакум Мајус
Тимакум Мајус је античко археолошко налазиште, код села Нишевац, општина Сврљиг.

## Локација
Археолошко налазиште Тимакум Мајус лоцирано је недалеко од села Нишевац, општина Сврљиг. У близини овог античког налазишта, непосредно на оближњој литици налази се утврђење познато као Сврљишки град, чије фазе се протежу од античког до средњевековног периода, и које са Тимакум Мајусом у долини Тимока чини целину.

## Постанак
Археолошким ископавањима утврђено је да је прва фаза насељавања локалитету припадала Трибалима. На простору реке Тимока обитавало је Трибалско племе Тимочани, по којима ова река и носи назив. Као што је био случај са другим насељима у залеђини дунавског лимеса, тако је било и са Тимакум Мајусом, у почетку је служио за смештај војних јединца.

## Историја насеља
Припремајући се за ратна дејства у Дакији, односно за присвајање и пљачку златом богате Дакије, цар Трајан око 80. године н.е. повлачи целу Критску I кохорту и смешта је у Тимакум Мајус. Критска кохорта је била помоћна – аукзилијарна јединица и бројала је 5000 ратника, састављена је била од коњаника и пешадинаца. Податке о присуству војне јединице у Тимаку Мајусу дају нам резултати истраживања из 2014. године. Наиме, приликом истраживања римских терми, откривено је 9 опека са печатима и натписома Прве Критске кохорте (COHORS I CRETUM) -COH(ORS) I CRET(UM).  Ова кохорта је враћена назад у Горњу Мезију за време цара Хадријана.  У II и III веку били су стационирани на самом лимесу, односно у Егети ( данашња Брза Паланка).  Већина ветерана се трајно населила на простору провинције, у којој су служили, о овоме нам говори запис који описује живот Тиберија Клаудија Валерија, који је живео у античком Naissusu у другој половини I века.
Процват и развој Тимакум Мајуса се може пратити до  V века, највероватније 441. године када је пострадао у најездама Хуна када и Наис.

## Археолошка истраживања
Површина насеља износила је око 7 хектара, што је за оно време изузетно велико насељено место. Такође, део поменуте саобраћајнице пролазио је кроз само насеље, што није била уобичајена пракса.
Откривени су остаци канализационих одвода који су спроведени до Тимока.
Терме су оријентисане у правцу север-југ, димензија 11х9 метара. Унутар терми откривени су остаци два базена, иначе базени су оштећени радом тешких машина приликом обраде земље. Димензија очуваног базена иззноси 7х3 метара, овај базен је коришћен као млако купатило, такозвани Тepidarium. Постојало је и врело куптаило – Caldarium.  Пронађени су остаци прозорских стакала, а такође је на основу остатака зидова утврђено да су били у боји порфира.
Најначајније откриће је заправо систем грејања са изузетно очуваном пећи. Наиме, осим подног грејања (hipocaust) пронађени су остаци и зидног грејања, за сада јединог откривеног на налазиштима у Србији. Грејање зидова је омогућено уградњом цеви (Tubuli) у које су биле повезане са пећи. Откривени су чепови на пећима који су омогућавали  затварање и отварање појединих цеви, и на тај начин регулацију температуре. Осим завидних архитектонских решења, достојних много већих насеља, па чак и градова, Тимакум Мајус се може подичити и завидним покретним археолошким материјалом, од којих се истче врло фина римска керамика – Terra Sigilata.